# 269 Justitia
269 Justitia è un asteroide della fascia principale del diametro medio di circa 53,62 km. Scoperto nel 1887, presenta un'orbita caratterizzata da un semiasse maggiore pari a 2,6178758 UA e da un'eccentricità di 0,2120516, inclinata di 5,47780° rispetto all'eclittica.
Il suo nome è dedicato alla dea romana "Giustizia", personificazione della giustizia.